# Nguyễn Nghiêu Tư
Nguyễn Nghiêu Tư (1383 - 1471), chữ Hán: 阮堯咨, bản danh Nguyễn Nghiêu Trư (阮文豬), tự Quân Trù (君廚), hiệu Tùng Khê (松溪), là một trạng nguyên thời nhà Lê sơ, làm quan đến chức Thượng thư. Nguyễn Nghiêu Tư còn có tên gọi khác là Nguyễn Văn Trư và tên gọi dân gian là Trạng "Lợn". 
Ông có hiệu là Tùng Khê người xã Phù Lương, huyện Võ Giàng, phủ Từ Sơn, trấn Kinh Bắc. Theo Đại Việt sử ký toàn thư, ông là người đã thông dâm với mẹ vợ nên bị người đời chế giễu là Trạng Lợn. Cũng từ đó, việc xét tiêu chuẩn đạo đức của các trạng nguyên cũng trở nên gắt gao hơn. Tháng 4 năm 1462, định lệ bảo kết (bảo đảm, cam kết) trong thi hương. Ra lệnh chỉ cho các thí sinh trong nước, không cứ là dân hay lính, hạn tới thượng tuần.... đến nhà giám hay đạo sở tại khai tên và căn cước đợi thi hương. .... Cho quan sở tại và xã trưởng xã mình làm giấy bảo đảm rằng người ấy thực là có đức hạnh thì mới được vào danh sách dự thi. Kẻ nào vào loại bất hiếu, bất mục, bất nghĩa, loạn luân, điêu toa... thì dẫu học giỏi, văn thơ hay, cũng không cho vào thi.

## Tiểu sử
Ông sinh năm Quý Hợi (1383) tại huyện Vũ Ninh, phủ Từ Sơn. Một tài liệu của Viện Hán-Nôm lại cho hay, ông là người xã Phù Lương, huyện Võ Giàng, phủ Từ Sơn, xứ Kinh Bắc (nay thuộc phường Phù Lương, thị xã Quế Võ, tỉnh Bắc Ninh).
Ông đỗ Trạng nguyên khoa Mậu Thìn niên hiệu Thái Hòa thứ 6 (1448), đời vua Lê Nhân Tông, khi đã 65 tuổi rồi làm quan Hàn lâm trực học sĩ, An phủ sứ lộ Tân Hưng Thượng.
Đầu năm Thiên Hưng thứ nhất (tháng 10 âm lịch năm 1459) thời Lê Nghi Dân, ông được cử cùng Lê Cảnh Huy, Nguyễn Như Đổ, Hoàng Thanh sang nhà Minh nộp cống hằng năm và xin bỏ việc mò ngọc trai. Tài liệu của Viện Hán-Nôm lại cho ông được cử làm Phó sứ (năm 1460) sang Đại Minh cầu phong trong khi Đại Việt sử ký toàn thư nói rằng: "Ngày 20, lại sai bọn Trần Phong, Lương Như Hộc, Trần Bá Linh sang nhà Minh cầu phong". Sau đó, ông được thăng lên Lại bộ thượng thư (chưởng lục bộ).
Về việc thông dâm với mẹ vợ, Đại Việt sử ký toàn thư có chép:
| “        | Nghiêu Tư người huyện Vũ Ninh; Thiết Trường người huyện An Định, Thiêm Uy người huyện Tứ Kỳ. Nghiêu Tư từng thông dâm với mẹ vợ, bấy giờ có kẻ đề vào chuồng lợn là "Phường trạng nguyên", lại có người hát ngoài đường cái rằng: "Trạng nguyên trư, Nguyễn Nghiêu Tư" là chế giễu hành vi xấu đó. 堯咨武寕人，鐵長安定人，添威四岐人。堯咨曾蒸於妻母，時有題於諸圈曰『狀元坊』，有歌於街衢曰：「狀元猪，阮堯咨」，盖詆其醜行也。 | ” |
| — DVSKTT | |   |